# کوهلبرگ (بایرن)
کوهلبرگ (به آلمانی: Kohlberg) یک شهر در آلمان است که در Neustadt an der Waldnaab واقع شده‌است.